# Johann Friedolf Wahlgreen
Johann Friedolf Wahlgren (* 26. Oktober 1855 in Habo, Schweden; † 15. November 1941 in Geesthacht) auch Johann Wahlgreen oder Johann Wahlgren war ein deutscher sozialistischer Politiker und Gewerkschafter schwedischer Abstammung.
Der aus einer armen Familie stammende Wahlgren begann in Göteborg eine Lehre als Schiffszimmerer und arbeitete nach dem Abbruch der Ausbildung in einer Zuckerfabrik. Mit 18 Jahren wanderte er nach Deutschland aus, wo er sich in Geesthacht niederließ und zunächst Arbeit in einer Munitionsfabrik fand; nach einer Entlassung aus politischen Gründen war er u. a. als Kohlenträger und Landarbeiter tätig. 1886 gründete er in Geesthacht die erste Ortsgruppe der auf Grund des Sozialistengesetzes illegalen Sozialistischen Arbeiterpartei, aus welcher 1890 die örtliche SPD hervorging, welcher Wahlgreen lange Zeit vorstand. Weiterhin war Wahlgreen auch im Fabrikarbeiterverband (FAV), der Gewerkschaft ungelernter Arbeiter aktiv und vertrat dessen Geesthachter Ortsverein auf Gewerkschaftstagen.
Während des Ersten Weltkrieges verlor Wahlgreen, der nach langer Staatenlosigkeit inzwischen seine Einbürgerung durchgesetzt hatte, zwei Söhne. Nach der Novemberrevolution wurde er Vorsitzender des Ortskartells des ADGB und trat nach der Niederschlagung des Kapp-Putsches der USPD bei, ein Jahr später der KPD, für die er 1924 in die Stadtvertretung und den Rat Geesthachts gewählt wurde. 1927 wurde Wahlgreen zusätzlich in die Hamburgische Bürgerschaft (Geesthacht gehörte bis 1937 zu Hamburg) gewählt, deren konstituierende Sitzungen er 1931 und 1932 als Alterspräsident leitete. Anders als August Ziehl und die Mehrheit der KPD in Geesthacht schloss sich Wahlgreen auch nach der Spaltung der örtlichen Parteiorganisation im August 1931 nicht der KPO an, sondern blieb in der KPD.
Der Nazigegner Wahlgreen entging nach der Machtübernahme der NSDAP 1933 vermutlich auf Grund seines hohen Alters der Verhaftung und starb 1941 86-jährig in Geesthacht.